# Isolation (album)
Isolation – album grupy muzycznej Toto, wydany w listopadzie 1984. Jest to jeden z dwóch albumów, w których wokal wykonuje też Fergie Frederiksen. Bobby Kimball nadal był w zespole podczas rozpoczęcia prac nad krążkiem, ale opuścił grupę w połowie nagrywania. Część jego chórków wciąż można usłyszeć na płycie na przykład w singlu "Stranger in town". Album nie zdobył tak ogromnej popularności jak poprzedni Toto IV, a jedynie stał się złotą płytą.

## Lista utworów
1. "Carmen" (Paich/J.Porcaro) – 3:25
2. "Lion" (Kimball/Paich) – 4:46
3. "Stranger in Town" (Paich/J.Porcaro) – 4:47
4. "Angel Don't Cry" (Frederiksen/Paich) – 4:21
5. "How Does It Feel" (Lukather) – 3:50
6. "Endless" (Paich) – 3:40
7. "Isolation" (Frederiksen/Lukather/Paich) – 4:04
8. "Mr. Friendly" (Frederiksen/Lukather/Paich/J.Porcaro/M.Porcaro) – 4:22
9. "Change of Heart" (Paich/Frederiksen) – 4:08
10. "Holyanna" (Paich/J.Porcaro) – 4:19

## Single
- Stranger In Town / Change of Heart
- Holyanna/ Mr Friendly
- How Does It Feel / Mr Friendly
- Endless / Isolation